# مارينترافيك
مارين ترافيك (بالإنجليزية: MarineTraffic)‏، هي مزود لتحليلات البحرية، وموقع ويب من نوع مشروع مجتمعي ‏ أنشئ في 1 نوفمبر 2007، ومحتواه الأساسي حول نقل مائي. توفر المنصة معلومات فورية حول حركة السفن ومواقعها الحالية في الموانئ والمرافئ. حيث تحتوي قاعدة بيانات السفن على تفاصيل مثل مكان بناء السفينة وأبعادها، والوزن الإجمالي، ورقم منظمة الأمن البحري الدولية (IMO). يُتيح الموقع للمستخدمين تقديم صور للسفن التي يقيمها مستخدمون آخرون.
يمكن استخدام خدمة مارين ترافيك الأساسية مجانًا، وتتوفر وظائف متقدمة مثل التتبع عبر الأقمار الصناعية مقابل رسوم.
يزور الموقع حوالي ستة ملايين زائر فريد شهريًا. في أبريل 2015، كان للخدمة 600,000 مستخدم مسجل.

## كيفية العمل
تُجمع البيانات من أكثر من 18,000 متطوع مجهز بأجهزة AIS في أكثر من 140 دولة حول العالم. تُنقل المعلومات المقدمة من معدات AIS، مثل الهوية الفريدة والموقع والاتجاه والسرعة، إلى خوادم مارينترافيك الرئيسية للعرض عبر الموقع بشكل فوري. يستخدم الموقع بيانات من خريطة الشارع المفتوحة على خريطته الأساسية، وتتيح النسخة المدفوعة للمستخدمين عرض مواقع السفن على الخرائط البحرية.

## التاريخ
طُوِّرت مارينترافيك أصلاً كمشروع أكاديمي في جامعة إيجيان في هرموبوليس باليونان.
في نهاية عام 2007، قام البروفيسور ديمتريس ليكاس بنشرها كنسخة تجريبية.

## المجتمع
تعتمد مارين ترافيك بشكل كبير على مجتمعها من هواة الراديو أو مشغلي محطات AIS، ومصوريها ومترجميها.
تقديم دعم للمجتمع، قدمت مارين ترافيك مؤخرًا أداة معالجة AIS مجانية، بترخيص المشاع الإبداعي.

## الاستحواذ
في فبراير 2023، أعلنت شركة Kpler لتحليلات البيانات استحواذها على مارين ترافيك وFleetmon بمبلغ غير معلن. أُغلقت الصفقات في مارس 2023.

## وصلات خارجية
- الموقع الرسمي